# 薩里 (緬因州)
薩里（英語：Surry）是一個位於美國緬因州漢考克縣的市鎮。

## 人口
根據2020年美國人口普查的數據，薩里的面積為132.43平方千米，當中陸地面積為95.75平方千米，而水域面積為36.67平方千米。當地共有人口1632人，而人口密度為每平方千米12人。